# Оржиці
Оржиці (рос. Оржицы) — присілок у Ломоносовському районі Ленінградської області Російської Федерації.
Населення становить 2796 осіб. Належить до муніципального утворення Оржицьке сільське поселення.

## Географія
Населений пункт розташований на західній околиці міста Санкт-Петербурга.

## Історія
Населений пункт розташований на історичній землі Іжорія.
Згідно із законом від 24 грудня 2004 року № 117-оз належить до муніципального утворення Оржицьке сільське поселення.

## Населення
| 1862 | 2007  | 2010  |
| ---- | ----- | ----- |
| 107  | ↗2798 | ↘2796 |